# Brachypotherium
Brachypotherium — вимерлий рід носорогів, що жив в Євразії та Африці в міоцені. Перший верхній децидуальний моляр, який належить до Brachypotherium brachypus, було знайдено під час видобутку золота в Новій Каледонії в 19 столітті, його помилково ідентифікували як вид сумчастих, відомих як Zygomaturus. Однак носороги ніколи не були рідними для Нової Каледонії, і зуб, ймовірно, використовувався як прикраса французьким каторжником, депортованим туди.
Описано багато видів Brachypotherium. Деякі види перейшли до інших родів, наприклад B. aurelianense перенесено до Diaceratherium. Рід був широко розповсюджений протягом раннього та середнього міоцену, перш ніж піти на спад. Вони вимерли в Євразії на початку пізнього міоцену, а африканський вид B. lewisi дожив до кінця епохи.